# Bundesautobahn 560
Pour les articles homonymes, voir A560 et Autoroute A560.
La Bundesautobahn 560 est une Bundesautobahn dans le Land de Rhénanie-du-Nord-Westphalie.

## Géographie
La BAB 560 part de l'échangeur autoroutier Sankt Augustin-ouest et passe par Siegburg, croise la Bundesautobahn 3 à la jonction autoroutière de Bonn/Siegburg, mène à Hennef et rejoint la Bundesstraße 8 environ un kilomètre derrière la jonction de Hennef-est. L'autoroute reliant l'échangeur de Sankt Augustin-ouest au carrefour de Bonn/Siegburg se trouve dans la ville de Sankt Augustin, le reste dans la région de Hennef. L'échangeur de Bonn/Siegburg est en grande partie située dans la région de Sankt Augustin, seule une petite partie de l'échangeur appartient à Hennef.

## Histoire
Le parcours d'environ 13 km est réalisé en plusieurs phases de construction :
1. Le tronçon de 2 km allant de l'échangeur autoroutier de Sankt Augustin-Ouest (Bundesautobahn 59) jusqu'à la jonction de Siegburg (alors appelée Sankt Augustin-Zentrum, plus tard Sankt Augustin) est ouvert à la circulation en 1974.
2. Le tronçon de 3,5 km allant du carrefour « Siegburg » à Niederpleis sur l'ancienne route de la L 121 est ouvert en 1981.
3. Le tronçon de 4 km allant de la jonction de Hennef-ouest jusqu'à l'extrémité est de l'A 560 est ouvert à la circulation en 1986, de sorte que les parties de l'A 560 alors achevées présentent un écart entre Niederpleis et Hennef.
4. Le tronçon de 0,5 km de l'ancien au nouveau tracé de la L 121 (jonction Niederpleis) suit en 1987.
5. Le tronçon de 1 km depuis le carrefour Niederpleis jusqu'à l'échangeur autoroutier de Bonn/Siegburg (A 3) y compris l'intersection elle-même, est ouvert à la circulation en 1988.
6. Le dernier tronçon de 2 km de l'échangeur autoroutier de Bonn/Siegburg jusqu'à l'échangeur de Hennef-ouest est ouvert en 1990, comblant ainsi l'écart.

Le tronçon de l'A 560 à Hennef (pont de la Sieg) faisait à l'origine partie du projet abandonné de la Bundesautobahn 31 d'Emden à Bad Neuenahr.
Le 30 octobre 2009, les noms des deux carrefours n°2 et 3 sont inversés. Depuis lors, le carrefour 2 s'appelle Siegburg et le carrefour 3 s'appelle Sankt Augustin ; avant cela, ils s'appelaient l'inverse.